# 爱的观点 (音乐剧)
《爱的观点》（英語：Aspects of Love）是一部音乐剧,安德鲁·劳埃德·韦伯作曲，唐·布莱克和查尔斯·哈特作词，根据大卫·加内特1955年的同名小说改编。
剧情是关于女演员罗斯·维伯特（Rose Vibert）、她的崇拜粉丝亚历克斯·迪林厄姆（Alex Dillinham）、他的未成年堂妹珍妮（Jenny）、他的叔叔乔治（George）以及乔治的情妇、雕塑家朱莉塔·特拉帕尼（Giulietta Trapani）在17年间的浪漫纠葛。标题的“方面”指的是剧中爱情的多种形式：爱人之间的爱情，既有浪漫的迷恋，也有已婚夫妇；孩子与父母之间；以及暗示的同性吸引（朱利塔和罗斯）。

## 曲目
1. 爱改变一切（"Love Changes Everything"） – 亚历克斯

| 1. |